# Brzezinka (Gliwice)
Brzezinka – dzielnica miasta Gliwice.

## Informacje ogólne
Na terenie dzielnicy znajduje się Katowicka Specjalna Strefa Ekonomiczna – Podstrefa Gliwice Obszar Południowy.
W Brzezince działa również Ochotnicza Straż Pożarna. Pierwsza wzmianka o jej powstaniu pochodzi z 1888 r., jednostka działała do końca II wojny światowej, a po przyłączeniu tych terenów do Polski, została administracyjnie rozwiązana w 1972 r. W roku 2013 została ponownie powołana do życia, a od 2016 roku działa w ramach krajowego systemu ratowniczo-gaśniczego.

## Nazwa
Według niemieckiego językoznawcy Heinricha Adamy’ego nazwa miejscowości pochodzi od polskiej nazwy drzewa „brzozy” – „von brzoza, brzezina = Birke”. W swoim dziele o nazwach miejscowych na Śląsku wydanym w 1888 roku we Wrocławiu wymienia pierwotną nazwę w obecnej polskiej formie „Brzezinka” podając jej znaczenie „Birkendorf”, czyli tłumacząc na polski „Brzozowa wieś”.
W latach 1935–1945 nazistowska administracja III Rzeszy ze względu na polskie pochodzenie nazwy zmieniła ją na nową, całkowicie niemiecką nazwę Birkenau O.S.
Obecną nazwę zatwierdzono administracyjnie 12 listopada 1946.

## Historia
W 1447 Brzezinka należała do parafii w Szobiszowicach.
W latach 1550–1719 należała do rodziny von Zmeskal. W latach 1719–1725 właścicielami byli Christoph Heinrich Pelka i jego żona.
W 1724 w Brzezince mieszkało 486 katolików i 3 protestantów.
W 1733 weszła w skład nowo utworzonego powiatu toszecko-gliwickiego.
W latach 1954–1972 wieś należała i była siedzibą władz gromady Brzezinka.
Na terenie Brzezinki znajdują się: Kościół św. Jadwigi, Kapliczka św. Jana Nepomucena, Kapliczka Chrystusa Króla.

## Edukacja
Przedszkola:
- Przedszkole Miejskie nr 43

Szkoły podstawowe:
- Szkoła Podstawowa z Oddziałami Dwujęzycznymi Nr 17

## Turystyka
Przez dzielnicę przebiegają następujące szlaki turystyczne:
- – Szlak Powstańców Śląskich
- – Szlak Sośnicowicki

## Sport
Na terenie osiedla działa jedyne na Śląsku licencjonowane boisko do piłki nożnej plażowej, oraz klub grający w I lidze – UKS Milenium Gliwice.
Od roku 1946 do 2016 działał również klub sportowy RKS Fortuna Gliwice. Obecnie na terenie dawnego boiska sportowego Fortuny Gliwice działa klub KS Gliwice-Brzezinka, prowadzący zajęcia sportowe dla dzieci i młodzieży.

## Transport
Przez osiedle przebiega droga krajowa nr 88.